# Samuel Weiss (Biochemiker)
Samuel Weiss (* 1955) ist ein kanadischer Biochemiker und Neurophysiologe. Er ist Professor an der University of Calgary in Calgary, Kanada.

## Leben
Weiss erwarb 1978 an der McGill University in Montreal, Kanada, einen Bachelor in Biochemie und 1983 an der University of Calgary in Calgary, Kanada, einen Ph.D. in Neurobiologie. Als Postdoktorand arbeitete er am Centre de Pharmacologie-Endocrinologie, einer Einrichtung von CNRS und INSERM in Montpellier, Frankreich, und an der University of Vermont in Burlington, Vermont. 1988 erhielt er eine Professur (Assistant Professor) an der University of Calgary, wo er heute (Stand 2011) ordentlicher Professor für Zellbiologie und Pharmakologie ist.

## Wirken
Weiss entdeckte 1985 gemeinsam mit Fritz Sladeczek den metabotropen Glutamatrezeptor, der ein wichtiges Zielobjekt pharmakologischer Forschung zur Entwicklung von Substanzen zur Therapie verschiedener neurologischer Erkrankungen wurde. 1992 entdeckte Weiss in Gehirnen ausgewachsener Säugetiere Stammzellen (neurale Stammzellen). Diese Entdeckung war Grundlage neuer Ansätze zur Therapie von verschiedenen neurologischen Erkrankungen und von Verletzungen des Zentralnervensystems.
Jüngere Arbeiten befassen sich mit zellulären und molekularen Biologie neuraler Vorläuferzellen (siehe Neurogenese). Er erforscht anhand von Tiermodellen der Hirn- und Rückenmarksverletzung die Regulation neuraler Stammzellen und ihre Rolle bei der Funktionswiederherstellung. Darüber hinaus befasst Weiss sich mit der Rolle neuer Nervenzellen bei der Bildung eines „sozialen Gedächtnisses“ bei Versuchstieren (social memory) und mit der autokrinen Regulation des Wachstums von Tumorstammzellen menschlicher Hirntumoren.

## Auszeichnungen (Auswahl)
- 2002 Neuronal Plasticity Prize[1]
- 2004 Canadian Federation of Biological Societies Presidents’ Award in Life Sciences Research
- 2008 Gairdner Foundation International Award[2]
- 2009 Fellow of the Royal Society of Canada
- 2010 Canadian College of Neuropsychopharmacology (CCNP) Innovations in Neuropsychopharmacology Award[3]
- 2023 Aufnahme in die Canadian Medical Hall of Fame